# Arabinanska endo-1,5-alfa-L-arabinozidaza
Arabinanska endo-1,5-alfa--arabinozidaza (EC 3.2.1.99, endo-1,5-alfa-L-arabinanaza, endo-alfa-1,5-arabanaza, endo-arabanaza, 1,5-alfa--arabinan 1,5-alfa--arabinanohidrolaza, arabinan endo-1,5-alfa--arabinozidaza) je enzim sa sistematskim imenom 5-alfa--arabinan 5-alfa--arabinanohidrolaza. Ovaj enzim katalizuje sledeću hemijsku reakciju
Endohidroliza (1->5)-alfa-arabinofuranozidnih veza u (1->5)-arabinanima
Ovaj enzim deluje na linearni 1,5-alfa--arabinan.

## Literatura
- Nicholas C. Price; Lewis Stevens (1999). Fundamentals of Enzymology: The Cell and Molecular Biology of Catalytic Proteins (Third изд.). USA: Oxford University Press. ISBN 019850229X.
- Eric J. Toone (2006). Advances in Enzymology and Related Areas of Molecular Biology, Protein Evolution (Volume 75 изд.). Wiley-Interscience. ISBN 0471205036.
- Branden C; Tooze J. Introduction to Protein Structure. New York, NY: Garland Publishing. ISBN 0-8153-2305-0.
- Irwin H. Segel. Enzyme Kinetics: Behavior and Analysis of Rapid Equilibrium and Steady-State Enzyme Systems (Book 44 изд.). Wiley Classics Library. ISBN 0471303097.

## Spoljašnje veze
- Arabinan+endo-1,5-alpha-L-arabinanase на 